# Vasco Pais de Azevedo
Vasco Pais de Azevedo (1250 —?) foi um Fidalgo e nobre Cavaleiro medieval português. Foi o 12º Senhor do Couto de Azevedo e Rico-homem  da corte do rei Afonso IV de Portugal. 

## Relações familiares
Foi filho de Paio Soares de Azevedo (1210 —?) e de Teresa Gomes Correia (1220 —?), filha de Gomes Correia (? - 1258) e de Maria Anes Redondo (? - 1297).
Casou com Maria Rodrigues de Vasconcelos (1270 —?), filha de Rodrigo Anes de Vasconcelos (1230 - 1279) e de Mécia Rodrigues de Penela (1245 -?) de quem teve:
1. Gonçalo Vasques de Azevedo (1300 —?) casou com Berengária Vasques da Cunha.
2. Rui Vasques de Azevedo casou com Joana Vasques da Cunha.
3. Mécia Vasques de Azevedo (1320 —?) casou por duas vezes, a primeira com Afonso Botelho e a segunda com Vasco Martins de Resende.
4. Teresa Vasques de Azevedo (1280 ou c. 1302 —?, Freira no Mosteiro de Lorvão, que de D. Fernando Pires, Dom Prior-Mor do Mosteiro de Santa Cruz de Coimbra, teve um filho sacrílego, Gonçalo Vasques de Azevedo.